# Pain (Jimmy Eat World)
Pain is een nummer van de Amerikaanse band Jimmy Eat World. Het nummer kwam uit in 2004 en zit in het album 'Futures'. Het nummer zit in de volgende videospelen: Tony Hawk's Underground 2, Midnight Club 3: DUB Edition en Karaoke Revolution Party.

## Video
In de videoclip van het Rock-nummer zie je een man die zichzelf pijn doet aan bijna alles wat er gebeurd.